# Artocarpus odoratissimus
Espèce
Classification phylogénétique
Artocarpus odoratissimus est une espèce de plantes à fleurs de la famille des Moraceae (mûrier, figuier...). C'est un arbre monoïque originaire des îles de la Sonde (Bornéo, Palawan et Mindanao), proche du jacquier, du cempedak, et de l'arbre à pain, qui appartiennent au même genre, Artocarpus.
Il ne faut pas confondre Artocarpus odoratissimus avec Artocarpus elasticus qui est aussi appelé terap (Sarawak) ou teureup (dans l'Ouest de Java).

## Description
Artocarpus odoratissimus est un arbre sempervirent, à l'écorce grisâtre, pouvant atteindre 25 mètres de hauteur pour un diamètre de 40 centimètres.
Les jeunes rameaux sont couverts d'une fine pilosité jaune à rougeâtre.
Ses grandes feuilles elliptique à obovales, mesurent 16 × 50 centimètres de long et 11-28 centimètres de large, rappelant celles de l'arbre à Pain en moins lobé. Elles laissent des cicatrices en anneau sur les rameaux après leur chute. Les feuilles de l'arbre adulte sont généralement entière (non lobées).
Les inflorescence en têtes solitaires apparaissent à l'aisselle des feuilles. Les inflorescences mâles elliptique mesurent 2-6 × 4-11 centimètres.
Le fruit composé (syncarpe), légèrement arrondi, mesurant jusqu'à 13 × 16 centimètres, de couleur vert-jaune à maturité, est entièrement recouvert d'excroissances semblables à de courtes épines molles, suspendu à un pédoncule long de 5-14 centimètres, et apparaît à l'extrémité des rameaux (comme chez l'arbre à pain). La chair du (pseudo)fruit, est en fait constitué de fleurs non fécondées, entourant les fruits issus des fleurs fécondées. Ces derniers sont juteux, sucrés et parfumés, avec une texture douce et plutôt gélatineuse. Les graines (péricarpe) mesurent 8 × 12 millimètres.
Comme son nom scientifique l'indique, le fruit dégage une forte odeur, qui rappelle le durian à certains (en moins intense !). La pulpe du fruit entoure les graines qui se trouvent incrustées dans l'épaisseur de la peau. Sa saveur est considérée comme supérieure à celles du jacquier et du cempedak. La chair douce et crémeuse, qui évoquerait une banane juteuse, est à son optimal lorsque le fruit n'a pas encore terminé de mûrir sur l'arbre. Si on le laisse sur l'arbre, il finit par brunir et tomber au sol où il aura tendance à éclater.

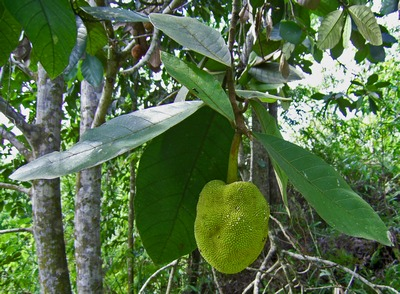
fruits et du feuillage.

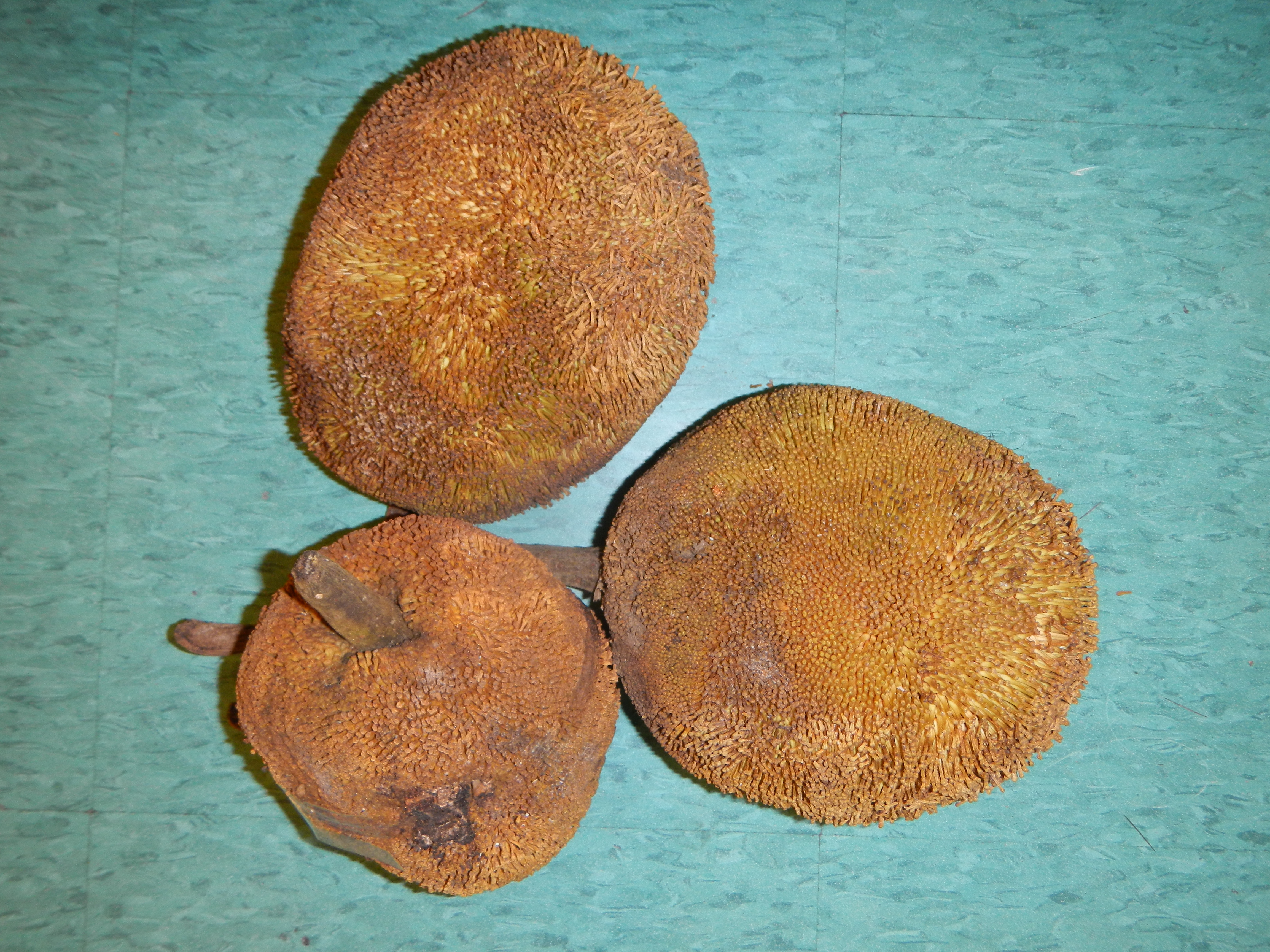
Fruits mûrs (Philippines).

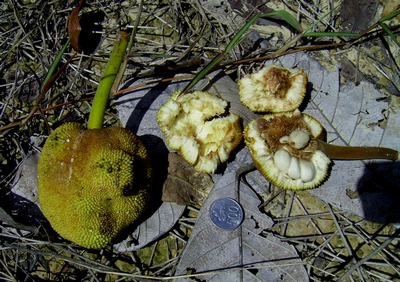
Fruit mûr et ouvert dArtocarpus odoratissimus.

Dans son apparence générale, le fruit peut être considéré comme un intermédiaire entre le jacques et le fruit à pain. Il est rond à oblong, mesurant de 15-20 centimètres de long et 13 centimètres de large, pour un poids d'environ 1 kilogramme. L'épaisse écorce est couverte de poils renflés rêches, ressemblant à des sortes d'épines et devenant durs et cassants lorsque le fruit mûrit. À maturité complète, les arilles se développent et l'écorce externe du fruit s'étire jusqu'à paraître bosselée, en particulier si toutes les fleurs n'ont pas été pollinisées. Le fruit ne tombe pas au sol avant d'atteindre la sur-maturité. Il est préférable de le récolter lorsqu'il a atteint sa taille maximale, mais est encore ferme, et de le laisser mûrir jusqu'à ce qu'il ramollisse et que sa couleur passe à un jaune verdâtre. on ouvre le fruit mûr en coupant l'écorce en anneau, en tordant les deux moitiés ainsi formées, puis  en tirant doucement. S'il est trop mûr, l'écorce se détache facilement. L'intérieur du fruit rappelle le jacques, mais la chair, de couleur blanche, est généralement plus douce. Les graines, relativement grandes (15 × 8 millimètres), sont entourées d'un arille blanc de la taille d'un grain de raisin. 
Une fois ouvert, le fruit doit être consommé rapidement (en quelques heures), car il s'oxyde et perd rapidement sa saveur. 

## Écologie
Artocarpus odoratissimus peut pousser du niveau de la mer à une altitude d'environ 1 000 mètres, sur des sols argilo-sableux, dans des régions à forte pluviométrie plus ou moins régulière. Les fruits apparaissent généralement en début de saison des pluies, entre les mois d'août à janvier, selon la région d'Asie.

## Répartition
Artocarpus odoratissimus est présent aux Philippines où il est largement cultivé (ex : îles de Mindoro, Mindanao, Basilan et Sulu), à Bornéo (région nord : Brunei, Sabah, Sarawak, Est de Kalimantan) et en Thaïlande. On estime qu'il est originaire de la partie nord de Bornéo où on le trouve à l'état sauvage en forêt. Il est aussi cultivé en Australie (Queensland).

## Noms vernaculaires
Artocarpus odoratissimus porte divers noms vernaculaires dans différentes langues, en particulier dans les régions où il est largement utilisé :
- Anglais - Johey Oak, Marang, Terap, green pedalai
- Bornéo - Benturung, Jarap Hutan
- Brunei - Tarap
- Indonésie - Kalimantan : 
  - terap, tarap, Monyet Hutan
  - Punam (Malinau) - Pelah
  - Lun Daye (Mentarang) - Kiran
  - Merap (Malinau) - Kian, Kiang
  - Kenya Uma’ Lung - Da’eng Kegheng
- Philippines : 
  - Sulu - Marang
  - Lanao - Madang
  - Tagalog - Loloi
- Sabah - Tarap, Terap
- Sarawak : 
  - Bidayuh - Pi-Ien
  - Dusun - Timadang
  - Iban - Terap, Tarap, Marang, Lumuk, Lumuk Amat, Lumuk Ujut, Pingan
  - Kelabit - Keiran, Keran Beung, Keran Pukung, Keran Urung
  - Kenyah - Basut
- Sranantongo (Suriname) - Tingi-tingi
- Thai - Khanun Sampalor

## Utilisation
Le fruit est consommé à l'état frais ou transformé (pâtisseries). Les graines sont comestibles bouillies dans l'eau salée ou rôties.

### Utilisations des "déchets" du fruit
Il existe de nombreuses utilisations des restes d'écorce de fruit, de l'axe de la tige et les graines. L'écorce est utilisée pour éliminer les colorants de teinture des eaux usées (violet cristallisé, violet de méthyle 2B et bleu de méthylène)). La tige et l'axe de Artocarpus odoratissimus ont été utilisés pour épurer les pollutions aux ions Cadmium (II) et Cuivre(II).

## Culture
Artocarpus odoratissimus est cultivé pour ses fruits à Brunei, en Indonésie, en Malaisie, aux Philippines, dans le sud de la Thaïlande et en Inde (état du Tripura). Il est principalement cultivé pour la consommation locale : la fragilité des fruits limite les possibilités d'exportation.
L'arbre est peu tolérant au froid (comme le fruit à pain). Il peut pousser entre les latitudes 15° nord et sud, et dans les zones côtières des régions où les températures ne descendent jamais en dessous de 7 °C.

## Fruits semblables
Les fruits de Artocarpus odoratissimus ressemblent beaucoup à ceux d'Artocarpus sericicarpus (connu sous les noms pedalai, ou buah tarap) et d' Artocarpus sarawakensis (pingan ou mountain tarap), et souvent confondu. Ces deux espèces sont originaires des mêmes régions. Cependant, lorsqu'ils sont mûrs, les fruits d' Artocarpus sericicarpus sont plus rouges et portent des poils, rassemblant à un ramboutan géant. Ceux d' Artocarpus sarawakensis ont la même forme que ceux d' Artocarpus odoratissimus, mais leur chair est de couleur orange et les graines sont plus petites.